# 5072 Hioki
5072 Hioki è un asteroide della fascia principale. Scoperto nel 1931, presenta un'orbita caratterizzata da un semiasse maggiore pari a 2,9093335 UA e da un'eccentricità di 0,0875116, inclinata di 2,02284° rispetto all'eclittica.